# Noble Sissle
Noble Lee Sissle (Indianapolis, 10 luglio 1889 – Tampa, 17 dicembre 1975) è stato un compositore, paroliere, cantante, direttore d'orchestra e drammaturgo statunitense conosciuto principalmente per essere stato l'autore del musical di Broadway Shuffle Along (1921), e della canzone inserita nello stesso spettacolo I'm Just Wild About Harry.

## Biografia
Nel 1914 fondò una propria orchestra, poi lavorò con Bob Young a Baltimora e nel 1916 fu cantante nell'orchestra di Jim Europe. Nel 1917, insieme a Jim, si arruolò nel 369th Infantry Regiment, meglio conosciuto come Harlem Hellfighters e composto principalmente da afroamericani. Dopo la fine della prima guerra mondiale, al ritorno negli Stati Uniti, formo un sodalizio artistico con Eubie Blake col quale compose le musiche delle riviste di Broadway Shuffle Along nel 1921 e The Chocolate Dandies nel 1924. Nel 1928 tornò in Europa per esibirsi accompagnato da un'orchestra a Parigi e a Londra per proseguire con una tournée in Belgio e Monte Carlo. Ritornato negli Stati Uniti, formò diverse orchestre nelle quali, fra i vari componenti, si distinse Sidney Bechet. Dal 1938 al 1950 si esibì a New York, per poi dedicarsi all'editoria musicale e a un proprio club, il Noble's.